# Robert Windsor-Clive, 1. Earl of Plymouth

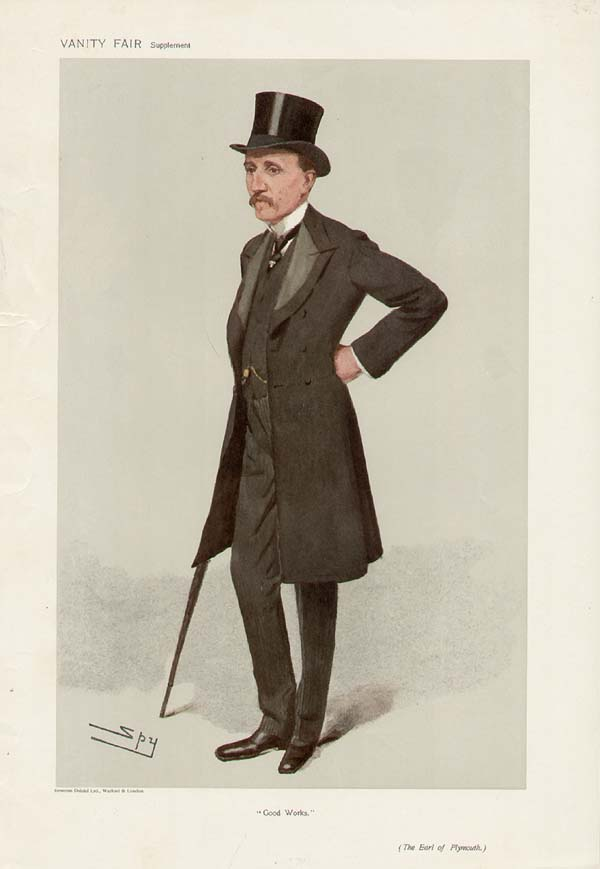
Robert Windsor-Clive, 1. Earl of Plymouth (Karikatur in der Zeitschrift Vanity Fair vom 5. April 1906)

Robert George Windsor-Clive, 1. Earl of Plymouth GBE CB PC (* 27. August 1857 in Berkeley Square, London; † 6. März 1923) war ein britischer Politiker der Conservative Party, der zwischen 1890 und seinem Tod 1923 Lord Lieutenant der walisischen Grafschaft Glamorgan sowie von 1890 bis 1892 Paymaster General und zwischen 1895 und 1896 auch Bürgermeister von Cardiff war. Später war er von 1902 bis 1905 Minister für öffentliche Arbeiten.

## Leben

### Familiäre Herkunft, Oberhausmitglied und Lord Lieutenant von Glamorgan
Windsor-Clive war das vierte Kind und der einzige Sohn von Robert Windsor-Clive, der zwischen 1852 und seinem Tod 1859 Mitglied des House of Commons war, und dessen Ehefrau Lady Mary Selina Louisa Bridgeman, eine Tochter von George Bridgeman, 2. Earl of Bradford. Nach dem Tod seines Vaters wurde er bereits mit zwei Jahren Halbwaise und erbte am 9. November 1869 als Zwölfjähriger von seiner Großmutter Harriet Windsor-Clive, 13. Baroness Windsor den Titel Baron Windsor, of Stanwell in the County of Buckingham. Mit Eintritt in die Volljährigkeit war mit diesem Titel auch die Mitgliedschaft im House of Lords verbunden, dem er bis zu seinem Tod angehörte.
Er diente bei der Worcestershire Yeomanry Cavalry und wurde dort 1878 zum Second Lieutenant, 1880 zum Lieutenant sowie 1885 zum Major befördert, und war schließlich von 1893 bis 1906 als Lieutenant-Colonel Kommandeur dieser Einheit.
1890 erfolgte seine Ernennung zum Lord Lieutenant von Glamorgan als Nachfolger von Christopher Rice Mansel Talbot und war als solcher bis zu seinem Tod Vertreter des jeweiligen britischen Monarchen in dieser walisischen Grafschaft.

### Paymaster General und First Commissioner of Works
1890 wurde Lord Windsor von Premierminister Robert Gascoyne-Cecil, 3. Marquess of Salisbury als Nachfolger von Victor Child Villiers, 7. Earl of Jersey zum Generalzahlmeister (Paymaster General) ernannt und bekleidete dieses Amt bis Ende der Amtszeit des Marquess of Salisbury am 15. August 1892. 1891 wurde er zugleich zum Mitglied des Privy Council (PC) berufen.
Lord Windsor wurde 1895 Nachfolger von Patrick William Carey als Bürgermeister von Cardiff und verblieb in dieser Funktion bis zu seiner Ablösung durch Ebenezer Beavan 1896.
Am 11. Juli 1902 ernannte Premierminister Arthur Balfour Lord Windsor, der 1900 auch Treuhänder der National Gallery wurde, zum Minister für öffentliche Arbeiten (First Commissioner of Works) und übte dieses Regierungsamt bis zum 5. Dezember 1905 aus.

### Earl of Plymouth, Ehe und Nachkommen

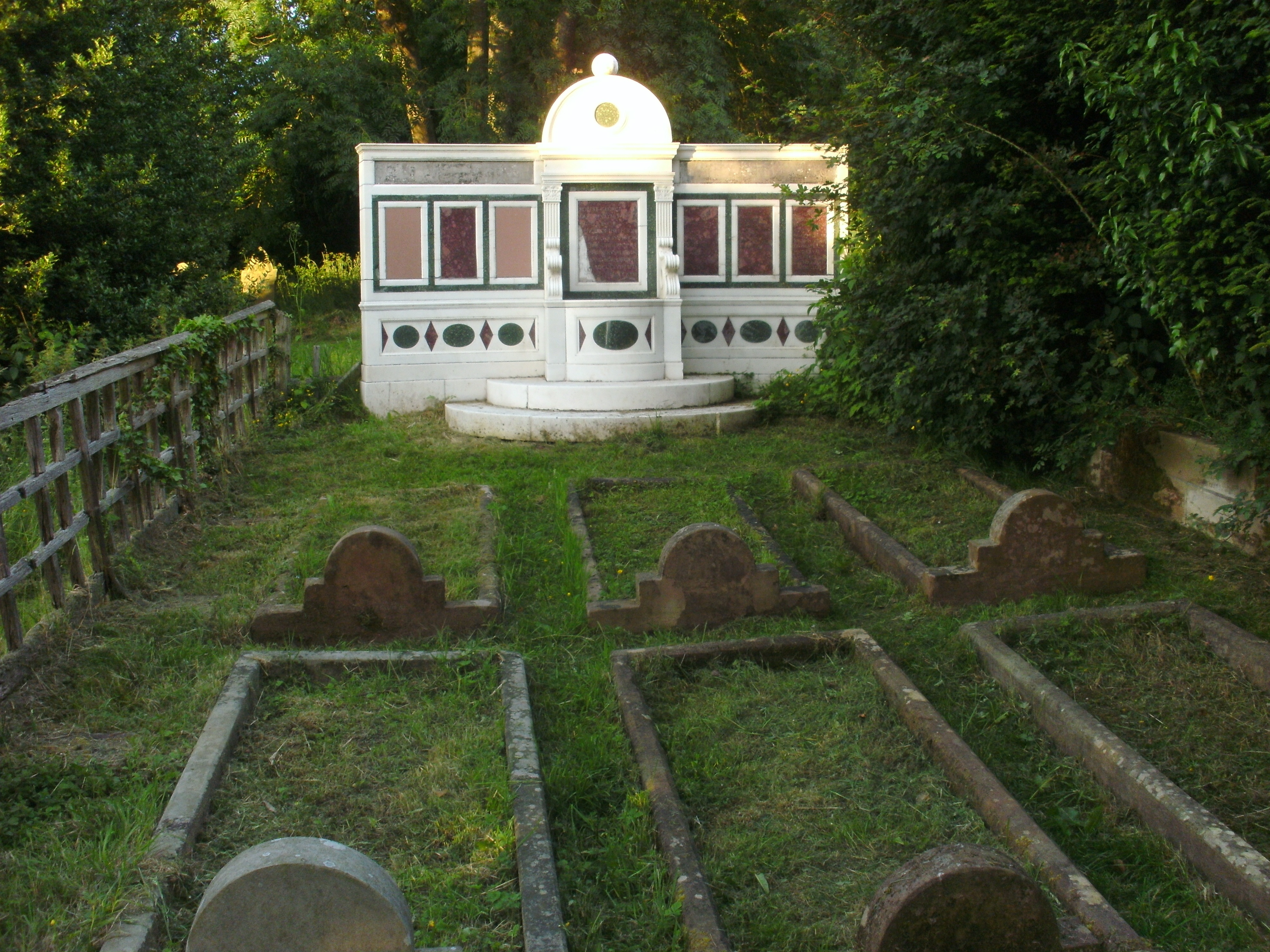
Gruft der Familie Windsor-Clive auf dem Friedhof von Tardebigge, Worcestershire

Nach seinem Ausscheiden aus der Regierung wurde er durch ein Letters Patent vom 18. Dezember 1905 zum Earl of Plymouth und Viscount Windsor, of St Fagan’s in the County of Glamorgan, erhoben. 
Ferner wurde er 1905 als Companion des Order of the Bath (CB) sowie 1918 als Knight Grand Cross des Order of the British Empire (GBE) ausgezeichnet. Des Weiteren war er von 1919 bis zu seinem Tod 1923 High Steward der University of Cambridge sowie zeitweilig auch Sub-Prior des Order of Saint John und dauch Vorsitzender des Treuhandrates der Tate Gallery.
Am 11. August 1883 heiratete er Alberta Victoria Sarah Caroline Paget, eine Tochter des Diplomaten Augustus Berkeley Paget, der Gesandter und Botschafter im Königreich Italien sowie Botschafter in Österreich-Ungarn war, sowie dessen Ehefrau, der Schriftstellerin Walburga von Hohenthal. 
Aus dieser Ehe gingen drei Söhne und eine Tochter hervor. Da der älteste Sohn und Titelanwärter Other Robert Windsor-Clive, Viscount Windsor, bereits 1908 im Alter von 24 Jahren verstorben war, erbte nach seinem Tod 1923 der zweitälteste Sohn Ivor Miles Windsor-Clive, der zwischen 1922 und 1923 Mitglied des House of Commons war und später einige Juniorminister-Posten bekleidete, den Titel als 2. Earl of Plymouth und die damit verbundenen nachgeordneten Titel. Zugleich wurde er auch Nachfolger seines Vaters als Lord Lieutenant von Glamorgan und übte dieses Amt bis 1943 aus.
Der drittälteste Sohn Archer Windsor-Clive war während des Ersten Weltkrieges am 25. August 1914 in Landrecies in Frankreich gefallen, während die das zweitälteste Kind, die einzige Tochter Phyllis Windsor-Clive, mit dem Major Hugh Gordon Benton verheiratet war.